# Słone (województwo dolnośląskie)
Słone – wieś w Polsce położona w województwie dolnośląskim, w powiecie głogowskim, w gminie Żukowice.
1 stycznia 1990 część wsi o powierzchni 1,51 ha włączono do Głogowa.

## Podział administracyjny
W latach 1975–1998 miejscowość położona była w województwie legnickim.